# Contre-la-montre C3 masculin aux Jeux paralympiques d'été de 2024
Navigation
Tokyo 2020
Le contre-la-montre C3 masculin aux Jeux paralympiques d'été de 2024 est une course de cyclisme handisport se déroulant le 4 septembre 2024 à Clichy-sous-Bois.

## Médaillées
| Or                           | Argent               | Bronze                   |
| Thomas Peyroton-Dartet (FRA) | Eduardo Santas (ESP) | Matthias Schindler (GER) |

## Résultats détaillés
| Rang | Cycliste                       | Pays            | Temps          |
| ---- | ------------------------------ | --------------- | -------------- |
| 1    | Thomas Peyroton-Dartet         | France          | 38 min 28 s 80 |
| 2    | Eduardo Santas                 | Espagne         | 39 min 12 s 71 |
| 3    | Matthias Schindler             | Allemagne       | 39 min 21 s 35 |
| 4    | Benjamin Watson                | Grande-Bretagne | 39 min 22 s 90 |
| 5    | Alexandre Hayward              | Canada          | 39 min 30 s 48 |
| 6    | Finlay Graham                  | Grande-Bretagne | 39 min 39 s 46 |
| 7    | Masaki Fujita                  | Japon           | 40 min 14 s 50 |
| 8    | Jaco van Gass                  | Grande-Bretagne | 44 min 19 s 48 |
| 9    | Henrik Marvig                  | Suède           | 45 min 37 s 27 |
| 10   | Muhammad Adi Raimie Amizazahan | Malaisie        | 46 min 30 s 54 |